# 鳳凰座υ
鳳凰座υ，又名CD-42 391，HD 6767、SAO 215374、HR 331，是鳳凰座的一颗恒星，视星等为5.21，位于銀經290.82，銀緯-75.25，其B1900.0坐标为赤經1h 3m 13.8s，赤緯-42° -75.25′ 18″。